# Advergaming
Advergaming – techniki marketingowe, polegające na tworzeniu gier na potrzeby promocji. Istotą działania advergamingu jest dotarcie do szerokiego grona odbiorców z przekazem reklamowym marki lub produktu poprzez zapewnienie im rozrywki i przyjemności w postaci internetowych gier reklamowych (ang. advergames). Termin „advergames” wprowadził po raz pierwszy Anthony Giallourakis w domenie swojej strony www.advergames.com w styczniu 2000 roku. Rok później termin ten pojawił się w magazynie „Wired” i był powiązany z różnymi darmowymi grami online zlecanymi przez wielkie organizacje.

## Funkcje
- Informowanie o nowym produkcie bądź marce – poprzez grę producent może przekazać szereg przydatnych informacji na temat swojego produktu, jego zalet, zastosowania, przewagi nad innymi. Gracz dowiaduje się o tych cechach w trakcie gry, jest więc to przekaz nienarzucający się, naturalny, lepiej odbierany niż tradycyjna reklama.
- Kreowanie i wzmacnianie pozytywnego wizerunku firmy – im bardziej gracz zaangażuje się w grę, tym bardziej to zaangażowanie emocjonalne przeniesie się na reklamowaną markę. Spędzając miło czas na serwisie WWW nabieramy sympatii dla samej marki, która zaczyna kojarzyć nam się pozytywnie, z zabawą i odpoczynkiem.
- Zwiększanie znajomości marki – w przypadku advergames klienci spędzają z produktem znacznie więcej czasu niż np. w przypadku trzydziestosekundowego spotu reklamowego w telewizji. Wzrost zapamiętywalności marki lub produktu możliwy jest dzięki powtórkom najefektywniejszych momentów gry.
- Wsparcie kampanii reklamowych – przeważnie advergaming jest stosowany przez duże organizacje w połączeniu ze standardową promocją. Ma on na celu uzupełnienie jej, wzmocnienie, skuteczniejsze zakotwiczenie w świadomości odbiorcy.
- Baza dla konkursów – interakcyjne gry to świetna podstawa prowadzenia wszelkiego typu konkursów. Możliwość wygrania jakiejś nagrody jest jeszcze większym bodźcem do grania i przebywania na stronie producenta, co przekłada się na dłuższe obcowanie z marką i pozytywne emocje związane ze świadomością możliwości wygrania.
- Gromadzenie danych o graczach – internauci chętniej zostawiają na stronie swoje dane rejestrując się, co później można wykorzystać do innych kampanii reklamowych i bezpośredniej reklamy.

## Zalety
- Internetowe gry reklamowe mają powszechny, nieograniczony dostęp do rynków zbytu i potencjalnych klientów na całym świecie.
- Gry nie znają granic wieku – jak wynika z przeprowadzonych badań, średni wiek gracza w USA to 33 lat, a więc to nie młodzież w wieku 12–15 lat dyktuje warunki i treść gier, a dojrzali i wykształceni odbiorcy.
- Gry również nie znają barier językowych i narodowościowych, gdyż zazwyczaj ich obsługa jest tak łatwa i intuicyjna, że nie ma potrzeby dołączać do niej skomplikowanej instrukcji obsługi.
- Gry internetowe zapewniają dłuższe obcowanie klienta z wizerunkiem produktu lub marką niż inne tradycyjne formy reklamy, zarówno internetowej, jak i poza-internetowej. Przykuwają one uwagę na dłuższy czas, przeciętnie od 5 do 35 minut. A zgodnie z York Reports, 35 minut gry znacznie zwiększa intencje zakupowe i świadomość marki.
- Gry dobrze potrafią wykorzystać dobrodziejstwa marketingu wirusowego. Dobrze przygotowana gra, posiadająca chwytny motyw przewodni, łatwość grania, możliwość porównania wyników z innymi graczami rozprzestrzenienia się po sieci internetowej jak wirus. Gracze polecają ją sobie, a sami spędzają coraz więcej czasu na graniu, czyli w wypadku gier opatrzonych marką, częściej obcują z marką promowaną w grze.
- Efektywność advergamingu jest łatwo mierzalna, przy pomocy tzw. analizy grywalności, która pozwala szybko zmierzyć:
  - ile osób zagrało w daną grę,
  - ile gier rozegrano,
  - jaki był czas obcowania z grą.

## Statystyki
- W 2007 roku strony z grami odwiedziło ponad 104 miliony graczy.
- Według firmy badawczej eMarketer rynek Advergamingu w 2011r powinien osiągnąć wartość niemal 2 mld USD
- Przeciętny czas poświęcony na grę to 5–35 minut.
- Około 42% graczy przyznaje się do grania codziennie.
- Aż 10% badanych internautów podało, że dziennie poświęcają na gry online ponad 6 godzin (przeciętni gracze grają 1–2 godziny dziennie)
- 62% ankietowanych stwierdziło, że wysyła załączniki do gier znajomym, co ma dla reklamodawców większe znaczenie niż sama gra.

(według raportów badań eMarketera oraz firmy Ostryga)